# Potemnemus pristis
Potemnemus pristis là một loài bọ cánh cứng trong họ Cerambycidae.